# مغامرة موظف البورصة
، بالإنجليزية The Adventure of the Stockbroker's Clerk، واحدة من 56 قصة لشرلوك هولمز من تأليف ارثر كونان دويل، نشرت لأول مرة بشكل منفرد في مجلة الستراند في مارس 1893 قبل أن يعاد نشرها مجمعة مع باقي قصص سلسلة مذكرات شرلوك هولمز.

## ملخص القصة
بينما يكون واطسون يقوم بعمله في عيادته، يأتي هولمز ويطلب منه مرافقته إلى برمنغهام أين تنتظره قضية جديد تبدو مهمه.
في القطار المتجه إلى برمنغهام، يرافقهما هال بيكروفت، زبون هولمز الذي طلب منه تولي القضية، ويقول انه موظف في المجال الصرفي، لكنه فقد عمله منذ بضعة أشهر بسبب إفلاس البنك الذي كان يعمل فيه، وبينما بدأت حياته تصبح صعبة بسبب البطالة، تلقى عرض عمل من مكتب ماوسون وويليام، مكتب لصرف العملات، كما يعرض عليه أجر جيد، لكنه بعد وقت قصيرة يتلقى عرض عمل آخر من رجل يدعى آرثر بينر، وكيل مالي، يأتي لزيارته ويكون عرضه أكثر إغراء من سابقه الذي عرض عليه من طرف مكتب ماوسون وويليام، حيث يقدم له 100 جنيه مقدما، حينها لا يتردد بيكروفت في قبول العرض الثاني، لكن بعد أيام من مباشرته للعمل، تبدأ الكثير من الأمور تثير استغرابه، وقد كان الشك فعلا قد بدأ يساوره عند تلقي مثل هذين العرضين الجيدين في وقت قصير، فيقرر طلب المساعدة من هولمز.

## الترجمة العربية
مغامرة موظف البورصة، دار الأجيال للترجمة والنشر.

## روابط خارجية
- القصة كاملة على ويكي مصدر (باللغة الإنجليزية).
- القصة مجانا مرفقة بالرسومات الأصلية (باللغة الفرنسية).